# Salli Richardson
Salli Richardson, född 23 november 1967 i Chicago, Illinois, USA, är en amerikansk skådespelerska. Hon har bland annat spelat Allison Blake i TV-serien Eureka.

## Privatliv
Salli Richardson är dotter till Marcia Harris och Duel Richardson, fadern är italienare och irländare och modern är cherokes.[källa behövs] Richardson har tidigare haft ett kort förhållande med skådespelaren Matthew McConaughey. Hon är numera gift med skådespelaren Dondre T. Whitfield.